# 波多野常定
波多野 常定（はたの つねさだ、生没年不詳）とは明治時代の東京の地本問屋。

## 来歴
明治時代に東京府本郷区湯島6丁目25番地において地本問屋を営業している。楊洲周延、歌川国利の錦絵を出版している。

## 作品
- 楊洲周延 「紅葉館舞台之図」 大判3枚続 錦絵 明治14年（1881年）
- 楊洲周延「岩井半四郎死絵」 大判 錦絵 明治15年（1882年）
- 楊洲周延 「諸隊大調練図」
- 歌川国利 「東京名所之内浅草正観世音」 大判3枚続 明治17年（1884年）
- 歌川国利 「憲法御発布鳳輦還幸」 大判3枚続 錦絵 明治22年（1889年）